# Noble (Luizjana)
Noble – wieś w Stanach Zjednoczonych, w stanie Luizjana, w parafii Sabine.